# Funk Sándor
Funk Sándor (Budapest, 1948. március 30. –  2024. július 16.) osztályvezető főorvos, addiktológus, pszichiáter, neurológus, a Wesley János Lelkészképző Főiskola oktatója.

## Élete
1972-ben fejezte be egyetemi tanulmányait a budapesti Semmelweis Orvostudományi Egyetem Általános Orvosi Karán, Summa cum Laude minősítést nyert. Ezt követően az egyetem Neurológiai Klinikáján tett 1976-ban szakvizsgát. 1978-ban pszichiátriai szakvizsgát is tett. 
Több kórházban (Róbert Kórház I. Psychiátriai Osztály, Korvin Ottó Kórház Neurológiai Osztálya, Korvin Ottó Kórház Functionális Idegosztálya) is dolgozott, elsősorban alkoholbetegek kezelésével foglalkozott. Később a Nyírő Gyula Kórház Addiktológiai Osztályára került, ahol osztályvezető főorvos minőségben dolgozott. 1992-ben addiktológiai szakképesítést nyert. 2012-ben a kórház megszüntette munkaviszonyát nyugdíjas korára hivatkozva, de a munkaviszony megszüntetésének furcsa körülményei felvetették a kormányzati nyomásgyakorlás lehetőségét is.
2012-től a Szent Kristóf Rendelőintézet XXII. kerületi Addiktológiai Gondozója volt, 2013-tól a Merényi Gusztáv Kórház Pszichiátriai-Addiktológiai Osztályán dolgozott (2016-ig), majd a Pszichiátriai  Addiktológiai Gondozóban (2019-ig). 2019-től a XIII. kerületi Egészségügyi Szolgálat Közhasznú Nonprof. Kft. Neurologiai-Pszichiátriai és Addiktológiai Szakrendelőjének munkatársa.
Orvosi munkája mellett Alkohológia/Addiktológia tantárgyat is adott elő a Wesley János Lelkészképző Főiskola I–III. éves hallgatóinak. Számos függőségekkel kapcsolatos előadást tartott. Választott vezetőségi tagja volt a Magyar Addiktológiai Társaságnak.

## Megnyilatkozásai
Funk elsősorban a magyarországi alkoholizmussal kapcsolatban tett a szűk szakmai fórumokon kívüli nyilvános megnyilatkozásokat televíziókban, rádiókban. Több évtizede gyakorló orvosként többször felhívta a figyelmet az alkoholfogyasztás veszélyeire. Magát az alkoholt kábítószernek minősítette, és 2013-ban a következő kijelentést is tette: 
„Az egyik, ha nem a legveszélyesebb drog az alkohol. Nem csak azért, mert rendkívül súlyos élettani hatásai vannak, és függőséget okoz. A hivatalos statisztikai adatok is azt mutatják, hogy az erőszakos bűncselekmények hatvan százalékánál az italnak fontos szerepe van. Az Országos Rendőr-főkapitányságtól (ORFK) 2007-ig visszamenőleg megkaptuk azoknak a regisztrált bűncselekményeknek az adatait, amelyekben az elkövető valamilyen tudatmódosító szer vagy alkohol hatása alatt állt. Az eredmény döbbenetes: az egy évben elkövetett gyilkosságok nyolcvan százalékánál szerepe volt a szesznek. De az is elrettentő, hogy egy évben egy kisebb településnyi embert vernek össze a részegek. 2007-ben 1781 alkoholos állapotban elkövetett testi sértést regisztráltak, 2008-ban pedig már 2046-ot. Azóta ugyan folyamatos a csökkenés, de az adatok még így is elrettentôek.”

## Díjai
2000-ben Budapestért Díjjal ismerték el munkásságát.

## Művei

### Folyóiratcikkek
Több közleményt írt neuro-pathomorphologiai, klinikai neurologiai (Parkinsonismus és cerebrovascularis betegségek), és neurofarmakológiai, alkohológiai- és drogokkal kapcsolatos tárgykörben. Addiktológiai tárgyú cikkeket a Psychiátria Hungaricában, Alkohológia, Neuropsychopharmacologia Hungarica, Hippocrates, Medicus Anonymus, Praxis, Háziorvosi Továbbképző Szemle, Családorvosi Fórum adta közre. A Psychiátria Hungarica lektorálásra is több alkalommal felkérték. Cikkeket írt a Belügyi Szemlébe, a Fundamentumba, és a Beszélőbe is. 

### Könyvek, könyvfejezetek
- könyvfejezet In: Jelentés a magyarországi kábítószerhelyzetről (Az Ifjúsági- és Sportminisztérium szakmai kiadványsorozata: ISMertető)
- A függőség arcai In: Vágyaink: szárnyak vagy börtönfalak. Illúziók, szenvedélyek, függőségek, Kulcslyuk Kiadó, Budapest, 2011, ISBN 978-963-89419-1-6

## Videófelvételek
- Kirúgták Funk Sándor addiktológust – Youtube.com, Közzététel: ?
- Megúszhatja a börtönt Makai Viktória futónő támadója? – Youtube.com, Közzététel: 2019. máj. 16.
- Mindennapi függőségeink – Dr. Funk Sándor – Katolikus.tv, Közzététel: 2019. febr. 6.
- Funk Sándor – Youtube.com, Közzététel: 2016. aug. 5.
- Nem csak csacsogunk – Dr. Funk Sándor és Varga István műsora – Youtube.com, Közzététel: 2016. jan. 26.
- Szinusz – A Detox nem buli – Youtube.com, Közzététel: 2016. júl. 13.
- Funk Sándor addiktológus beszél a drogok, a tudatmódosítók pótszer hatásáról – Youtube.com, Közzététel: 2012. dec. 12.
- Funk: katasztrofális húzás volt az OPNI bezárása – Youtube.com, Közzététel: 2014. aug. 5.
- Funk Sándor és Fülöpné Dr. Csákó Ibolya – Youtube.com, Közzététel: 2018. jún. 21.
- Kerekasztal Drog és kábulat – Youtube.com, Közzététel: 2016. aug. 5.